# Långareds församling
Långareds församling var en församling i Skara stift och i Alingsås kommun. Församlingen uppgick 2006 i Bjärke församling.

## Administrativ historik
Församlingen har medeltida ursprung. 
Församlingen utgjorde före omkring 1500 och från 1882 till 1962 ett eget pastorat. Från omkring 1500 till 1882 var den annexförsamling i pastoratet Lena Bergstena, Fullestad och Långared. Från 1962 till 2006 var den annexförsamling i pastoratet Stora Mellby, Magra, Erska, Lagmansered och Långared. Församlingen uppgick 2006 i Bjärke församling.

## Kyrkor
- Långareds kyrka
- Antens kapell